# Colt Woodsman

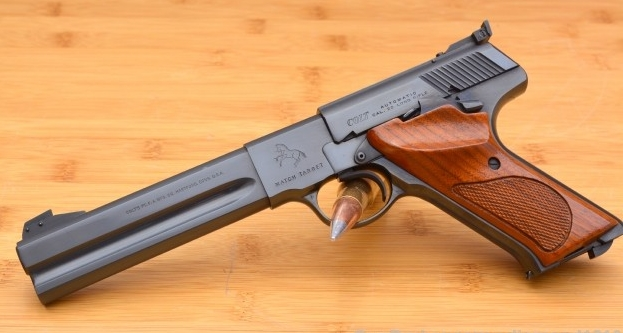
Colt Woodsman Match Target .22

La Colt Woodsman (chiamata anche 'Colt Challenger) è una pistola semi-automatica ad uso sportivo prodotta dall'azienda statunitense Colt's Manufacturing Company dal 1915 al 1977. È stata progettata da John Moses Browning. Il design del telaio è cambiato nel tempo, in tre serie distinte: la prima serie è stata prodotta nel 1915-1941, la seconda serie nel 1947-1955 e la terza serie nel 1955-1977.
Nell'arco della sua produzione, ne sono state costruite circa 690.000 pistole.